# Stevenson (Alabama)
 Stevenson és una població dels Estats Units a l'estat d'Alabama. Segons el cens del 2000 tenia 1.770 habitants.

## Demografia
Segons el cens del 2000, Stevenson tenia 1.770 habitants, 795 habitatges, i 508 famílies La densitat de població era de 138,1 habitants/km².
Dels 795 habitatges en un 24,4% hi vivien nens de menys de 18 anys, en un 45,4% hi vivien parelles casades, en un 14,3% dones solteres, i en un 36,1% no eren unitats familiars. En el 34,1% dels habitatges hi vivien persones soles el 15,2% de les quals corresponia a persones de 65 anys o més que vivien soles. El nombre mitjà de persones vivint en cada habitatge era de 2,23 i el nombre mitjà de persones que vivien en cada família era de 2,83.
Per edats la població es repartia de la següent manera: un 21,3% tenia menys de 18 anys, un 8% entre 18 i 24, un 27,8% entre 25 i 44, un 26,4% de 45 a 60 i un 16,6% 65 anys o més.
L'edat mediana era de 40 anys. Per cada 100 dones hi havia 89,1 homes. Per cada 100 dones de 18 o més anys hi havia 85,2 homes.
La renda mediana per habitatge era de 26.908 $ i la renda mediana per família de 34.125 $. Els homes tenien una renda mediana de 27.188 $ mentre que les dones 21.375 $. La renda per capita de la població era de 14.806 $. Aproximadament el 15,5% de les famílies i el 19,9% de la població estaven per davall del llindar de pobresa.

## Poblacions més properes
El següent diagrama mostra les poblacions més properes.